# 1465
1465 је била проста година.

## Рођења
- Википедија:Непознат датум — Луис Рамирез де Луцена, шпански шахиста.
- Википедија:Непознат датум — Селим I, турски султан.

## Смрти
- Википедија:Непознат датум — Свети мученик Андреј Хиоски - хришћански светитељ.